# Duilio Salatin
Duilio Salatin, noto anche col nome italianizzato Duilio Salatini o anche Duilio Salatino (San Paolo, 6 agosto 1906 – 15 luglio 1972), è stato un calciatore brasiliano, di ruolo centrocampista.

## Carriera
Figlio di trevigiani, robusto e di altezza superiore alla media, arrivò in Italia con il piroscafo "Giulio Cesare", accompagnato dalla moglie sposata alla vigilia della partenza. Dalle cronache dell'epoca risultava aver giocato più volte nella rappresentativa dello Stato di San Paolo.

## Palmarès
- Campionato paulista: 2

Palestra Itália: 1932, 1933